# Lilyan Tashman
Lilyan Tashman (New York, 23 ottobre 1896 – New York, 21 marzo 1934) è stata un'attrice statunitense.

## Carriera
Nata a Brooklyn nel 1896, alta, bionda, con una bella voce da contralto, Lilyan Tashman iniziò la sua carriera nel vaudeville. Nel 1914, già con una notevole esperienza alle spalle,  si trovò a lavorare a Milwaukee con due stelle emergenti come Eddie Cantor e Al Lee (che diventò nel 1916 il suo primo marito e da cui poi divorzierà nel 1921).
Nel 1916, ricoprì il ruolo di Viola (la protagonista travestita da uomo di La dodicesima notte) in una scena delle Ziegfeld Follies ispirata a Shakespeare: dopo quello spettacolo, restò con Ziegfeld anche nel 1917 e nel 1918. Nel 1919, il produttore David Belasco le affidò un ruolo in The Gold Diggers, commedia di Avery Hopwood, spettacolo che restò in scena per due anni con Lilyan Tashman che, occasionalmente, sostituì anche la star Ina Claire.
In Giovinezza (1921) di George Fitzmaurice con Richard Barthelmess, fece il suo debutto cinematografico in un episodio allegorico dove ricopriva il ruolo della Voluttà. 
Chiuse le repliche di The Gold Diggers, apparve nelle commedie The Garden of Weeds e Madame Pierre. Al cinema, ebbe un piccolo ruolo nel film Head over Heels (1922) con Mabel Normand. Insoddisfatta della sua carriera e della vita privata, lasciò la costa atlantica per trasferirsi in California, dove trovò presto lavoro al cinema. Nel 1924 apparve in cinque film, inclusa una trasposizione della commedia The Garden of Weeds per la regia di James Cruze.
In questo periodo, apparve in diversi film, tra cui Pretty Ladies (1925) con Joan Crawford e Myrna Loy. Passando di studio in studio, consolidò la sua carriera con ruoli di contorno ma anche da protagonista. Dopo questo periodo da freelance, firmò nel 1931 il suo primo contratto con la Paramount per un totale di 9 pellicole. Il passaggio al cinema sonoro, data la sua esperienza teatrale e la bella voce, non le pose alcuna difficoltà. Girò, in tutta la sua carriera, 67 film.

### Vita personale
Era la minore dei dieci figli di Rose e Maurice Tashman, un industriale tessile di Brooklyn. In gioventù, mentre studiava alla Girl's High School, lavorò come modella per artisti e per le case di moda. Conobbe il suo primo marito Art Lee sui palcoscenici del vaudeville, dove entrambi lavoravano. Si sposarono nel 1916, ma si separarono nel 1920. Nel 1921 divorziarono e tutti vennero a conoscenza che l'attrice era lesbica. Era un "segreto" totalmente pubblico, con Lilyan che contava, indifferentemente tra le sue conquiste, attricette o grandi dame.
Il 21 settembre del 1925 si sposò con Edmund Lowe, un amico attore apertamente gay, presumibilmente per offrire una facciata di rispettabilità eterosessuale al mondo. I due apparvero insieme in tre film: Ports of Call (1925) di Denison Clift, Siberia (1926) di Victor Schertzinger e Don Giovanni in gabbia (1928) di William A. Seiter. Diventarono una coppia amata dalle riviste di fan, dai giornali di pettegolezzi e da quelli che si occupavano di gossip e di cinema.
La conquista più famosa di Lilyan fu senz'altro quella di Greta Garbo, che le venne presentata nel 1927 durante un incontro di tennis: la loro relazione iniziò lo stesso giorno. Le due diventarono inseparabili, facendosi vedere dappertutto insieme, pubblicamente durante lo shopping come in piscina o, privatamente, nel cottage della Tashman.
Lilyan e il marito vivevano in grande stile a Beverly Hills, nella residenza Art déco disegnata da lei stessa. Il guardaroba dell'attrice era valutato un milione di dollari e donne di tutto il mondo ne copiavano lo stile, gli accessori e i gioielli. Ai domestici venne ordinato di servire ai suoi gatti del tè; per un brunch organizzato per Pasqua, fece ridipingere la sala da pranzo in blu in contrasto con i suoi capelli biondi. Una volta, fece colorare la casa di Malibu tutta rossa e bianca, chiedendo anche agli ospiti di presentarsi vestiti degli stessi colori, finendo addirittura per curare anche il dettaglio della carta igienica rossa e bianca a conferma finale della messa in scena più che accurata.

### Morte

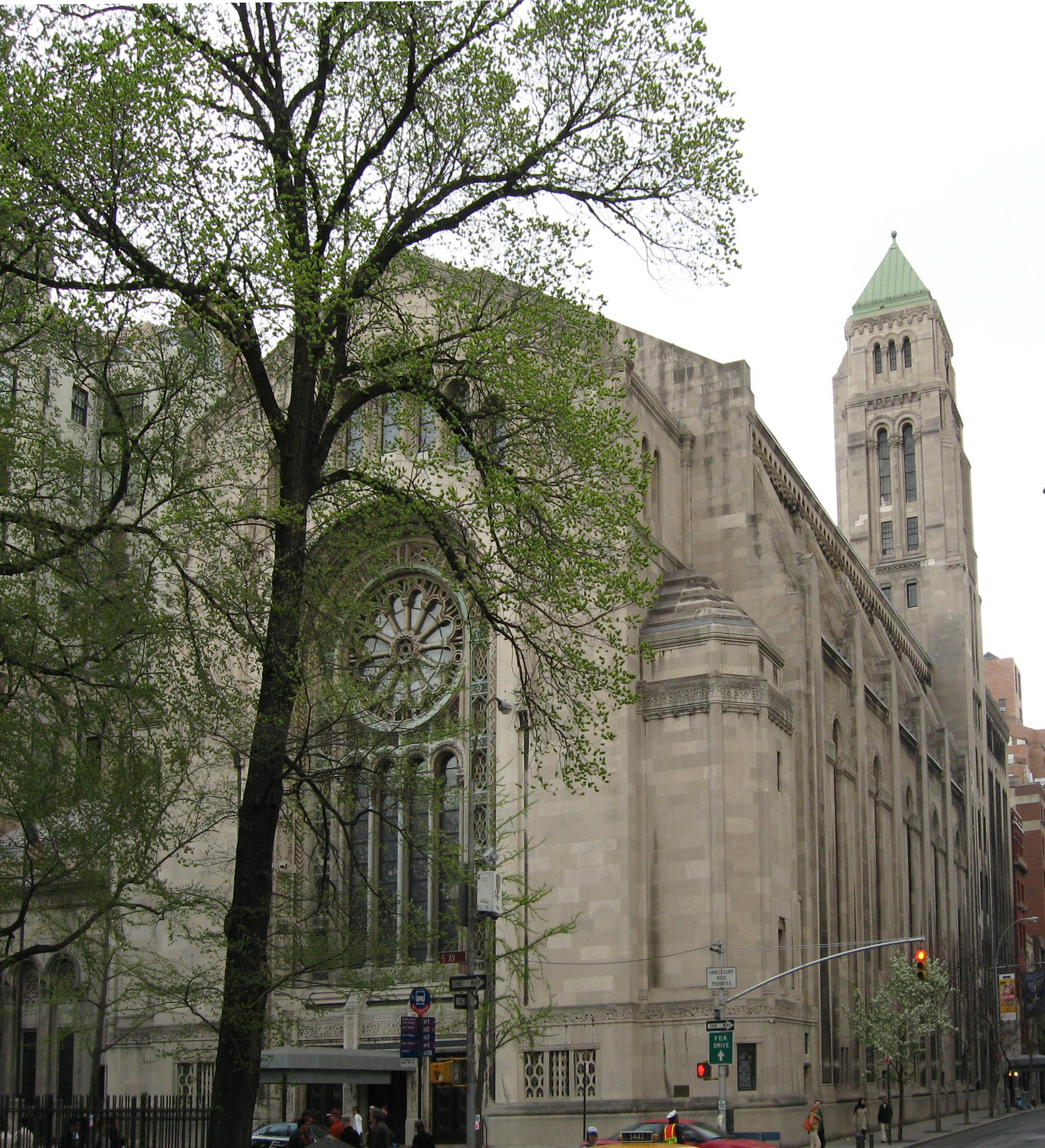
La Sinagoga Emanu-El a New York dove si tennero i funerali di Lilyan Tashman

Nel 1932, Tashman fu ricoverata in un ospedale di New York per un'appendicite che si rivelò, invece, essere un cancro. Uscita dall'ospedale, girò cinque film nei suoi ultimi due anni di vita. Nel febbraio del 1934 si recò a New York per girare con la Republic Pictures il film Frankie and Johnnie. Riuscì a girarne alcune scene ma i problemi di salute la costrinsero a entrare al Doctor's Hospital di New York City, il 16 marzo, per subire un'operazione. Morì il pomeriggio del 21 marzo, all'età di 37 anni.
Eddie Cantor fece l'elogio funebre alle esequie nella Sinagoga Emanu-El della Fifth Avenue, cui parteciparono Sophie Tucker, Mary Pickford, Fanny Brice, Cecil Beaton, Jack Benny e molti altri nomi noti.
L'ultimo film, Frankie and Johnnie, uscì postumo nel 1936 e il ruolo di Lilyan fu ridotto a un cameo.

## Spettacoli teatrali
- Her Little Highness (Broadway, 13 ottobre 1913)
- Ziegfeld Follies of 1916 (Broadway, 12 giugno 1916-16 settembre 1916)
- The Century Girl (Broadway, 6 novembre 1916)
- Dance and Grow Thin (Broadway, 18 gennaio 1917)
- Ziegfeld Follies of 1917, regia di Ned Wayburn (New Amsterdam Theatre, 12 giugno 1917)
- Miss 1917 (Broadway, 5 novembre 1917)
- Come-on Charlie (Broadway, 8 aprile 1919)
- The Gold Diggers (Broadway, 30 settembre 1919)
- A Bachelor's Night (Broadway, 17 ottobre 1921)
- Lady Bug (Broadway, 17 aprile 1922)
- Barnum Was Right (Broadway, 12 marzo 1923)
- Garden of Weeds (Broadway, 28 aprile 1924)

## Filmografia
- Giovinezza (Experience), regia di George Fitzmaurice  (1921)
- Head over Heels, regia di Paul Bern e Victor Schertzinger (1922)
- Nellie, la bella modista (Nellie, the Beautiful Cloak Model), regia di Emmett J. Flynn (1924)
- Maschietta (Manhandled), regia di Allan Dwan (1924)
- Winner Take All, regia di W. S. Van Dyke (1924)
- The Garden of Weeds, regia di James Cruze (1924)
- Il cigno nero (The Dark Swan), regia di Millard Webb (1924)
- Is Love Everything?, regia di Christy Cabanne (1924)
- Ports of Call, regia di Denison Clift (1925)
- The Parasite, regia di Louis J. Gasnier (1925)
- Déclassée, regia di Robert G. Vignola (1925)
- I tre moschettieri del varietà (A Broadway Butterfly), regia di William Beaudine  (1925)
- I'll Show You the Town, regia di Harry A. Pollard (1925)
- La mosca nera (Pretty Ladies), regia di Monta Bell  (1925)
- The Girl Who Wouldn't Work, regia di Marcel De Sano (1925)
- Seven Days, regia di Scott Sidney (1925)
- Bright Lights, regia di Robert Z. Leonard (1925)
- Rocking Moon, regia di George Melford (1926)
- The Skyrocket, regia di Marshall Neilan (1926)
- Diavoli della strada ferrata (Whispering Smith), regia di George Melford (1926)
- Siberia, regia di Victor Schertzinger (1926)
- La vita è un charleston (So This Is Paris), regia di Ernst Lubitsch (1926)
- For Alimony Only, regia di William C. de Mille (1926)
- Un marito da vendere (Love's Blindness), regia di John Francis Dillon (1926)
- La signora dalle camelie (Camille), regia di Fred Niblo (1926)
- Don't Tell the Wife, regia di Paul L. Stein (1927)
- Il signore della notte (Evening Clothes), regia di Luther Reed - (non accreditata) (1927)
- The Woman Who Did Not Care, regia di Phil Rosen (1927)
- The Prince of Headwaiters, regia di John Francis Dillon (1927)
- Il capitano degli Ussari (The Stolen Bride), regia di Alexander Korda (1927)
- A Texas Steer, regia di Richard Wallace (1927)
- Moglie senza chich (French Dressing), regia di Allan Dwan (1927)
- La fortuna dei mariti Craig's Wife), regia di William C. de Mille (1928)
- Don Giovanni in gabbia (Happiness Ahead), regia di William A. Seiter (1928)
- Ballerine del mio cuore (Phyllis of the Follies), regia di Ernst Laemmle (1928)
- Lady Raffles. regia di Roy William Neill (1928)
- Take Me Home, regia di Marshall Neilan (1928)
- Il filo di Arianna (Manhattan Cocktail), regia di Dorothy Arzner (1928)
- Hardboiled, regia di Ralph Ince (1929)
- The Lone Wolf's Daughter, regia di Albert S. Rogell (1929)
- The Trial of Mary Dugan, regia di Bayard Veiller (1929)
- Cercasi avventura (Bulldog Drummond), regia di F. Richard Jones (1929)
- Cercatrici d'oro (Gold Diggers of Broadway), regia di Roy Del Ruth (1929)
- The Marriage Playground, regia di Lothar Mendes (1929)
- Notti di New York (New York Nights), regia di Lewis Milestone (1929)
- No, No, Nanette, regia di Clarence G. Badger (1930)
- Follie di Broadway (Puttin' on the Ritz), regia di Edward Sloman (1930)
- On the Level, regia di Irving Cummings (1930)
- The Matrimonial Bed, regia di Michael Curtiz (1930)
- Leathernecking, regia di Edward F. Cline (1930)
- The Cat Creeps, regia di Rupert Julian e John Willard (1930)
- Una notte celestiale (One Heavenly Night), regia di George Fitzmaurice (1931)
- Finn ed Hattie (Finn and Hattie), regia di Norman Z. McLeod, Norman Taurog (1931)
- Millie, regia di John Francis Dillon (1931)
- Up Pops the Devil, regia di A. Edward Sutherland (1931)
- Murder by the Clock, regia di Edward Sloman (1931)
- The Mad Parade di William Beaudine (1931)
- The Road to Reno, regia di Richard Wallace (1931)
- Ragazze per la città (Girls About Town), regia di George Cukor (1931)
- Il sesso più astuto (The Wiser Sex), regia di Berthold Viertel, Victor Viertel (1932)
- Those We Love, regia di Robert Florey (1932)
- Scarlet Dawn, regia di William Dieterle (1932)
- Wine, Women and Song, regia di Herbert Brenon (1933)
- Mama Loves Papa, regia di Norman Z. McLeod (1933)
- Too Much Harmony, regia di A. Edward Sutherland (1933)
- Quando una donna ama (Riptide), regia di Edmund Goulding (1934)
- Frankie and Johnnie, regia di John H. Auer, Chester Erskine (1936)

### Film o documentari dove appare Lilyan Tashman
- Movie Memories, regia di (non accreditato) Ralph Staub - sé stessa (1934)